# Borivoje Cvejić
Borivoje Cvejić (4 de septiembre de 1937) es un deportista yugoslavo que compitió en judo. Ganó dos medallas de bronce en el Campeonato Europeo de Judo en los años 1961 y 1962.

## Palmarés internacional
| Campeonato Europeo | Campeonato Europeo | Campeonato Europeo | Campeonato Europeo |
| Año                | Lugar              | Medalla            | Categoría          |
| ------------------ | ------------------ | ------------------ | ------------------ |
| 1961               | Milán (Italia)     | Medalla de bronce  | +80 kg             |
| 1962               | Essen (RFA)        | Medalla de bronce  | 2.º dan (A)        |